# The Great Cyndi Lauper
The Great Cyndi Lauper (La gran Cyndi Lauper en español) es un recopilatorio de la cantante Cyndi Lauper el cual incluye grandes éxitos y otro que no lo fueron además de otros que nunca salieron como sencillos.
El álbum fue certificado de oro en Australia por la venta de 35 000.

## Lista de canciones[2]

### Disco 1
1. Girls Just Want to Have Fun
2. Maybe He'll Know
3. Calm Inside the Storm
4. What's Going On
5. The Goonies 'R' Good Enough
6. That's What I Think
7. Broken Glass
8. Unhook the Stars
9. Money Changes Everything
10. True Colors
11. Time After Time
12. She Bop
13. When You Were Mine
14. I'm Gonna Be Strong
15. All Through the Night

### Disco 2
1. Change of Heart
2. I Drove All Night
3. Sally's Pigeons
4. Come on Home
5. Iko Iko
6. Hat Full of Stars
7. A Night to Remember
8. The World Is Stone
9. Insecurious
10. You Don't Know
11. Cold
12. Hole in My Heart (All the Way to China)
13. Unconditional Love
14. Who Let in the Rain

### Disco 3
1. Fall into Your Dreams
2. Fearless
3. Hot Gets a Little Cold
4. Witness
5. I'll Kiss You
6. 911
7. Ballad of Cleo & Joe
8. Sisters of Avalon
9. Ubbbreviated Love
10. What a Thrill
11. One Track Mind
12. I Don't Want to Be Your Friend
13. Yeah Yeah
14. Hey Now (Girls Just Want to Have Fun)